# Crailsheim
Crailsheim är en stad i Landkreis Schwäbisch Hall i regionen Heilbronn-Franken i Regierungsbezirk Stuttgart i förbundslandet Baden-Württemberg i Tyskland. Folkmängden uppgår till cirka 36 000 invånare.
Staden ingår i kommunalförbundet Crailsheim tillsammans med staden kommunerna Frankenhardt, Satteldorf och Stimpfach.
Staden är belägen på båda sidorna av floden Jagst, som är en biflod till Neckar. I närheten av staden finns en stor trafikplats där motorvägarna A 6 och A 7 korsar varandra. Crailsheim är också en viktig järnvägsknutpunkt.

## Historia
- Crailsheim har sina rötter i en frankisk bosättning från 600-talet i närheten av en övergång av floden.
- Det första skriftliga beviset på stadens existens är från 1136.
- Redan 1875 blev staden en viktig järnvägsknutpunkt då linjen Stuttgart – Nürnberg öppnades.
- Under 1930-talet inrättades ett flygförband ingående i Luftwaffe och järnvägen och flygfältet gjorde staden till ett eftertraktat mål för de allierades bombangrepp under Andra världskriget.
- Innan de amerikanska trupperna i april 1945 intog staden utkämpades hårda strider varvid staden till mer än 80% förstördes.
- Återuppbyggnaden skedde inte enligt historisk förebild utan efter vad som då (1945) ansågs modernt.

## Horaffengebäck
På 1300-talet utsattes staden för en månadslång belägring av de förenade grannstäderna Schwäbisch Hall, Rothenburg ob der Tauber och Dinkelsbühl, varvid livsmedlen började ta slut. Kvinnorna i staden bakade då av det sista mjölet gifflar, Hörnchen eller på den lokala dialekten Horaffen, varefter man slängde dem över stadsmuren till belägrarna. Därefter klev stadens tjockaste kvinna, borgmästarens hustru, upp på muren och visade sin bakdel för belägrarna. Vid åsynen av så mycket överflöd insåg belägrarna det utsiktslösa med belägringen och gav sig iväg. Denna händelse firas varje år bland annat med att alla skolelever får var sin giffel – Horaffengebäck – som är bakad som ett avrundat dubbel-W för att påminna om borgmästarfruns bakdel.